# Christian Giménez
Christian Eduardo Giménez (Buenos Aires, 13 novembre 1974) è un procuratore sportivo ed ex calciatore argentino, di ruolo attaccante.

## Carriera
Nella sua carriera ha vestito le maglie di Boca Juniors, Chacarita Juniors e Nueva Chicago (in Argentina), Lugano e Basilea (in Svizzera), Hertha Berlino (in Germania) e Olympique Marsiglia (in Francia). Dal 2015 vive e lavora a Lugano come procuratore di calcio.

## Palmarès

### Club
- Campionato svizzero: 3

Basilea: 2001-2002, 2003-2004, 2004-2005
- Coppa Svizzera: 2

Basilea: 2001-2002, 2002-2003

### Individuale
- Capocannoniere  del campionato svizzero: 3

2001-2001 (21 gol, a pari merito con Stéphane Chapuisat), 2001-2002 (28 gol, a pari merito con Richard Núñez), 2005-2006 (27 gol)